# Chris Davis
Christopher Lyn "Chris" Davis (nascido em 17 de março de 1986), apelidado de "Crush Davis",  é um jogador americano de beisebol profissional atuando como primeira base pelo Baltimore Orioles da Major League Baseball (MLB). Davis jogou na MLB pelo Texas Rangers de 2008 até ser negociado com o Baltimore Orioles em 2011. Ele rebate como canhoto e lança como destro. Joga principalmente como primeira base mas também já atuou como terceira base, rebatedor designado e campista direito.
Davis nasceu e cresceu em Longview, Texas. Estudou na Navarro Junior College e foi selecionado pelo Texas Rangers na quinta rodada do draft de 2006 da Major League Baseball. Davis ascendeu rapidamente no sistema de ligas menores dos Rangers, sendo nomeado como Minor League Player of the Year em 2007. Foi chamado na metade de 2008 e teve um forte início em sua carreira nas grandes ligas. Ele foi o primeira base titular em 92 jogos de 2009 e rebateu 21 home runs, mas com uma baixa média de aproveitamento ao bastão e tendência de sofrer strikeout deixaram os Rangers insatisfeitos. Por isso, os Rangers levaram e trouxeram Davis diversas vezes entre as ligas menores e as grandes ligas nos dois anos seguintes e o deixou de fora da titularidade nos playoffs em 2010. Em 30 de julho de 2011, foi negociado com o Baltimore Orioles com Tommy Hunter por Koji Uehara.
Davis apareceu em 31 jogos pelo Orioles em 2011. Foi titular a partir de 2012, quando conseguiu 33 home runs rebatendo 27% e ajudando o Orioles a alcançar os playoffs pela primeira vez desde 1997. Em 2013, rebateu 53 home runs liderando a MLB no geral e estabelecendo um novo recorde em temporada única para a equipe do Orioles. Davis também conseguiu 138 RBIs, foi selecionado para All-Star Game pela primeira vez em sua carreira, e terminando em terceiro na votação do MVP da temporada.

## Vida pessoal
Davis, sua esposa, Jill, e sua filha, Ella, vivem em Baltimore, Maryland e Arlington, Texas. Eles se casaram em 2011. Durante as férias, Davis gosta de pescar robalo.
Davis é Cristão.